# Turun PS
A Turun Palloseura, rövidítve TPS egy finn labdarúgócsapat. A klubot 1922-ben alapították, jelenleg az első osztályban szerepel.

## Története
A TPS 1922 óta 8 alkalommal nyerte meg a finn bajnokságot. Legutóbbi bajnoki címet 1975-ben szerezték meg, annak ellenére jól teljesítenek az elmúlt években. 1996-ban harmadikok lettek, valamint 2007, 2009 és 2010-ben egyaránt. A finn kupát három alkalommal hódították el. 1991-ben először, majd 2004-ben és utoljára 2010-ben. Döntősök voltak 1965, 1979, 1996, 1997 és 2005-ben. A Turun-ból több játékos is kikerült a nemzetközi bajnokságokba, például Peter Enckelman, aki játszik a St. Johnstonebe és Jonatan Johansson , aki a 2010-es szezonban távozott. Niklas Moisander az AZ és Jani Virtanen, korábban Udinese játékosa volt, jelenleg a JJK labdarúgója.
Az 1987–1988-as UEFA-kupa szezonban az olasz Internazionalet verték meg a San Siro-ban. A mérkőzés hőse Mika Aaltonen volt, aki később aláírt az olaszokhoz. A visszavágott 2-0-ra elvesztették.
2000-ben kiestek az élvonalból, és ezek után két szezont töltöttek a másodosztályban. 2003-as szezont ismét az élvonalban kezdték meg. 2005-ben a finn kupában 4-1-re kikaptak a Haka ellen a Finnair Stadiumban.
A 2007-es előszezonban Mixu Paatelainen személyében új menedzser érkezett a klubhoz, aki irányítása alatt 10 év után szereztek érmet a bajnokságban, azzal hogy a harmadik helyen végeztek. A szezon végéig maradt, utána a skót Hibernian FC-hez ment. Utódját gyorsan bejelentették Martti Kuusela személyében. Kuusela nem tudta kihozni a keretből a legjobbat, ezért 2008 szeptemberében kirúgták. Ezek után Pasi Rautiainen lett a menedzser.

## Sikerek
- Bajnok (7): 1939, 1941, 1949, 1968, 1971, 1972, 1975
- Kupagyőztes (3): 1991, 1994, 2010
- Ligakupagyőztes (1): 2012

## Szezonok
| \| Szezon \| Osztály \| Bajnokság \| Csoport \| Szövetség \| Helyezés \| Movements \| \| ------ \| ------- \| ------------------------------ \| -------------- \| ------------------------------- \| -------- \| --------------------------------------- \| \| 1994 \| 1 \| Veikkausliiga (Premier League) \| \| Finnish FA (Suomen Palloliitto) \| 8. \| \| \| 1995 \| 1 \| Veikkausliiga (Premier League) \| \| Finnish FA (Suomen Palloliitto) \| 6. \| \| \| 1996 \| 1 \| Veikkausliiga (Premier League) \| \| Finnish FA (Suomen Palloliitto) \| 3. \| Felső-csoport - 3. \| \| 1997 \| 1 \| Veikkausliiga (Premier League) \| \| Finnish FA (Suomen Palloliitto) \| 6. \| Harmadik forduló - 6. \| \| 1998 \| 1 \| Veikkausliiga (Premier League) \| \| Finnish FA (Suomen Palloliitto) \| 5. \| Harmadik forduló - 6. \| \| 1999 \| 1 \| Veikkausliiga (Premier League) \| \| Finnish FA (Suomen Palloliitto) \| 9. \| Alsó-csoport - 9. \| \| 2000 \| 1 \| Veikkausliiga (Premier League) \| \| Finnish FA (Suomen Palloliitto) \| 11. \| Rájátszás \| \| 2001 \| 2 \| Ykkönen (First Division) \| Déli-csoport \| Finnish FA (Suomen Palloliitto) \| 1. \| Rájátszás \| \| 2002 \| 2 \| Ykkönen (First Division) \| Északi-csoport \| Finnish FA (Suomen Palloliitto) \| 1. \| Promóció / Kiesési csoport 2. - Feljutó \| \| 2003 \| 1 \| Veikkausliiga (Premier League) \| \| Finnish FA (Suomen Palloliitto) \| 9. \| \| \| 2004 \| 1 \| Veikkausliiga (Premier League) \| \| Finnish FA (Suomen Palloliitto) \| 5. \| \| \| 2005 \| 1 \| Veikkausliiga (Premier League) \| \| Finnish FA (Suomen Palloliitto) \| 9. \| \| \| 2006 \| 1 \| Veikkausliiga (Premier League) \| \| Finnish FA (Suomen Palloliitto) \| 7. \| \| \| 2007 \| 1 \| Veikkausliiga (Premier League) \| \| Finnish FA (Suomen Palloliitto) \| 3. \| \| \| 2008 \| 1 \| Veikkausliiga (Premier League) \| \| Finnish FA (Suomen Palloliitto) \| 6. \| \| \| 2009 \| 1 \| Veikkausliiga (Premier League) \| \| Finnish FA (Suomen Palloliitto) \| 3. \| \| \| 2010 \| 1 \| Veikkausliiga (Premier League) \| \| Finnish FA (Suomen Palloliitto) \| 3. \| \| \| 2011 \| 1 \| Veikkausliiga (Premier League) \| \| Finnish FA (Suomen Palloliitto) \| 5. \| \| - 16 szezon Veikkausliiga - 2 szezon Ykkönen |         |                                |                |                                 |          |                                         |
| Szezon | Osztály | Bajnokság                      | Csoport        | Szövetség                       | Helyezés | Movements                               |
| 1994 | 1       | Veikkausliiga (Premier League) |                | Finnish FA (Suomen Palloliitto) | 8.       |                                         |
| 1995 | 1       | Veikkausliiga (Premier League) |                | Finnish FA (Suomen Palloliitto) | 6.       |                                         |
| 1996 | 1       | Veikkausliiga (Premier League) |                | Finnish FA (Suomen Palloliitto) | 3.       | Felső-csoport - 3.                      |
| 1997 | 1       | Veikkausliiga (Premier League) |                | Finnish FA (Suomen Palloliitto) | 6.       | Harmadik forduló - 6.                   |
| 1998 | 1       | Veikkausliiga (Premier League) |                | Finnish FA (Suomen Palloliitto) | 5.       | Harmadik forduló - 6.                   |
| 1999 | 1       | Veikkausliiga (Premier League) |                | Finnish FA (Suomen Palloliitto) | 9.       | Alsó-csoport - 9.                       |
| 2000 | 1       | Veikkausliiga (Premier League) |                | Finnish FA (Suomen Palloliitto) | 11.      | Rájátszás                               |
| 2001 | 2       | Ykkönen (First Division)       | Déli-csoport   | Finnish FA (Suomen Palloliitto) | 1.       | Rájátszás                               |
| 2002 | 2       | Ykkönen (First Division)       | Északi-csoport | Finnish FA (Suomen Palloliitto) | 1.       | Promóció / Kiesési csoport 2. - Feljutó |
| 2003 | 1       | Veikkausliiga (Premier League) |                | Finnish FA (Suomen Palloliitto) | 9.       |                                         |
| 2004 | 1       | Veikkausliiga (Premier League) |                | Finnish FA (Suomen Palloliitto) | 5.       |                                         |
| 2005 | 1       | Veikkausliiga (Premier League) |                | Finnish FA (Suomen Palloliitto) | 9.       |                                         |
| 2006 | 1       | Veikkausliiga (Premier League) |                | Finnish FA (Suomen Palloliitto) | 7.       |                                         |
| 2007 | 1       | Veikkausliiga (Premier League) |                | Finnish FA (Suomen Palloliitto) | 3.       |                                         |
| 2008 | 1       | Veikkausliiga (Premier League) |                | Finnish FA (Suomen Palloliitto) | 6.       |                                         |
| 2009 | 1       | Veikkausliiga (Premier League) |                | Finnish FA (Suomen Palloliitto) | 3.       |                                         |
| 2010 | 1       | Veikkausliiga (Premier League) |                | Finnish FA (Suomen Palloliitto) | 3.       |                                         |
| 2011 | 1       | Veikkausliiga (Premier League) |                | Finnish FA (Suomen Palloliitto) | 5.       |                                         |

## Jelenlegi keret
| #  |      | Poszt | Név                   |
| -- | ---- | ----- | --------------------- |
| 1  | Finn | K     | Henrik Moisander      |
| 2  | Finn | V     | Jani Tanska           |
| 3  | Finn | V     | Kalle Mäkinen         |
| 4  | Finn | V     | Ville-Valtteri Starck |
| 5  | Finn | KP    | Juho Lähde            |
| 6  | Finn | V     | Jaakko Nyberg         |
| 7  | Finn | V     | Sami Rähmönen         |
| 9  | Finn | CS    | Mikko Hyyrynen        |
| 10 | Finn | KP    | Petteri Pennanen      |
| 11 | Finn | CS    | Mika Ääritalo         |
| 12 | Finn | K     | Jukka Lehtovaara      |
| 13 | Finn | KP    | Toni Kolehmainen      |

| #  |         | Poszt | Név             |
| -- | ------- | ----- | --------------- |
| 14 | Finn    | V     | Ville Rannikko  |
| 18 | Finn    | V     | Jarkko Hurme    |
| 19 | Finn    | CS    | Aleksi Ristola  |
| 21 | Finn    | CS    | Juho Lehtonen   |
| 22 | Nigéria | KP    | Kennedy Eriba   |
| 24 | Nigéria | CS    | Dennis Okaru    |
| 25 | Finn    | KP    | Santeri Mäkinen |
| 27 | Finn    | KP    | Jeremias Kaari  |
| 28 | Finn    | KP    | Santeri Peltola |
| 30 | Finn    | K     | Emil Öhberg     |
| 32 | Finn    | KP    | Matej Hradecky  |

## Ismertebb játékosok
| - Urmas Rooba - Mika Aaltonen - Mika Ääritalo - Veikko Asikainen - Marco Casagrande - Dan-Ola Eckerman - Göran Enckelman - Peter Enckelman - Jouni Gröndahl | - Ari Heikkinen - Markus Heikkinen - Jarno Heinikangas - Kasper Hämäläinen - Tomi Jalo - Jonatan Johansson - Pauno Kymäläinen - Lauri Lehtinen - Kalevi Lehtovirta | - Tommy Lindholm - Mika Lipponen - Niklas Moisander - Timo Nummelin - Jussi Nuorela - Mika Nurmela - Mauno Nurmi - Ilmari Oksanen - Marko Rajamäki | - Roope Riski - Riku Riski - Heikki Suhonen - Petri Sulonen - Matti Sundelin - Kim Suominen - Urho Teräs - Raimo Toivanen - Simo Valakari |

## Külső hivatkozások
- Hivatalos weboldal
- Szurkolói oldal